# NGC 1028
NGC 1028 is een balkspiraalstelsel in het sterrenbeeld Ram. Het hemelobject werd op 1 oktober 1864 ontdekt door de Duitse astronoom Albert Marth.

## Synoniemen
- PGC 10068
- MCG 2-7-23
- ZWG 439.25